# Андраш Шике
Андраш Шике (угор. Sike András; нар. 18 липня 1965, Егер, Угорська Народна Республіка) — угорський борець греко-римського стилю, дворазовий бронзовий призер чемпіонатів світу, срібний та бронзовий призер чемпіонатів Європи, чемпіон Олімпійських ігор.

## Біографія
Боротьбою почав займатися з 1975 року. У 1983 році став бронзовим призером чемпіонату світу серед молоді. У 1984 — став другим на європейській молодіжній першості. Виступав за борцівський клуб з Будапешта «Ferencvárosi Torna Club-Müfémszer».
За першу команду Угорщини почав виступати з 1985 року. До 1988-го особливих успіхів не мав, найкращі досягнення на континентальних і світових першостях: 4 місце — на чемпіонаті Європи 1987 року і 16 місце — на чемпіонаті світу того ж року.
На чемпіонаті Європи 1988 року виграв свою першу медаль на турнірах найвищого рівня — бронзову, а через чотири місяці на Олімпіаді в Сеулі став чемпіоном, подолавши у фіналі представника Болгарії Стояна Балова.
Наступного року вперше став бронзовим призером світової першості, а ще через рік здобув срібну нагороду на чемпіонаті Європи 1990, поступившись у фіналі турніру Патрісу Мур'є з Франції.
У 1991 на європейській першості став п'ятим, а на чемпіонаті світу здобув свою другу бронзу. Ця нагорода стала останньою у спортивній кар'єрі Андраша Шике.
У 1992 він взяв участь у другій своїй Олімпіаді, але на змаганнях, що проходили в Барселоні, став лише десятим, програвши два поєдинки, в тому числі представнику Німеччини турецького походження Рифату Їлдізу, у якого виграв на попередній Олімпіаді.
Після цього у 1993 знову став п'ятим на чемпіонаті Європи, а на двох наступних континентальних першостях посів чотирнадцяте і сімнадцяте місця, після чого завершив кар'єру борця.
Після завершення активних виступів на борцівському килимі перейшов на тренерську роботу. У 2015 році призначений головним тренером збірної Угорщини з греко-римської боротьби.

## Спортивні результати

### Виступи на Олімпіадах
| Змагання                    | Збірна   | Вагова категорія | Місце  |
| --------------------------- | -------- | ---------------- | ------ |
| Літні Олімпійські ігри 1988 | Угорщина | 57 кг            | Золото |
| Літні Олімпійські ігри 1992 | Угорщина | 57 кг            | 10     |

### Виступи на Чемпіонатах світу
| Змагання                        | Збірна   | Вагова категорія | Місце  |
| ------------------------------- | -------- | ---------------- | ------ |
| Чемпіонат світу з боротьби 1987 | Угорщина | 57 кг            | 16     |
| Чемпіонат світу з боротьби 1989 | Угорщина | 57 кг            | Бронза |
| Чемпіонат світу з боротьби 1991 | Угорщина | 57 кг            | Бронза |

### Виступи на Чемпіонатах Європи
| Змагання                         | Збірна   | Вагова категорія | Місце  |
| -------------------------------- | -------- | ---------------- | ------ |
| Чемпіонат Європи з боротьби 1985 | Угорщина | 57 кг            | 6      |
| Чемпіонат Європи з боротьби 1986 | Угорщина | 57 кг            | 6      |
| Чемпіонат Європи з боротьби 1987 | Угорщина | 57 кг            | 4      |
| Чемпіонат Європи з боротьби 1988 | Угорщина | 57 кг            | Бронза |
| Чемпіонат Європи з боротьби 1990 | Угорщина | 57 кг            | Срібло |
| Чемпіонат Європи з боротьби 1991 | Угорщина | 57 кг            | 5      |
| Чемпіонат Європи з боротьби 1993 | Угорщина | 57 кг            | 5      |
| Чемпіонат Європи з боротьби 1994 | Угорщина | 62 кг            | 14     |
| Чемпіонат Європи з боротьби 1995 | Угорщина | 57 кг            | 17     |

### Виступи на Кубках світу
| Змагання                    | Збірна   | Вагова категорія | Місце |
| --------------------------- | -------- | ---------------- | ----- |
| Кубок світу з боротьби 1986 | Угорщина | 57 кг            | 4     |

### Виступи на інших змаганнях
| Змагання                           | Збірна   | Вагова категорія | Місце  |
| ---------------------------------- | -------- | ---------------- | ------ |
| Золотий Гран-прі з боротьби 1987   | Угорщина | 57 кг            | Бронза |
| Гран-прі FILA 1987                 | Угорщина | 57 кг            | 7      |
| Гран-прі FILA 1988                 | Угорщина | 57 кг            | Срібло |
| Гран-прі Німеччини з боротьби 1988 | Угорщина | 57 кг            | Срібло |
| Гран-прі Німеччини з боротьби 1992 | Угорщина | 57 кг            | 6      |

## Вшанування
Спортивна школа боротьби в рідному місті Андраша Шике Егері була названа на його честь.